# Heinz Fischer
Heinz Fischer (wym. [haɪnts ˈfɪʃɐ]ⓘ; ur. 9 października 1938 w Grazu) – austriacki polityk, działacz Socjalistycznej Partii Austrii (SPÖ), w latach 1983–1987 minister nauki, długoletni poseł do Rady Narodowej, a od 1990 do 2002 jej przewodniczący. W latach 2004–2016 prezydent Austrii.

## Życiorys
Ukończył studia prawnicze na Uniwersytecie Wiedeńskim (1961), habilitował się w zakresie nauk politycznych w 1978 na Leopold-Franzens-Universität Innsbruck. W 1993 został profesorem tej uczelni.
Odbył praktyki sądowe, po czym od 1962 pracował we frakcji Socjaldemokratycznej Partii Austrii w parlamencie federalnym, od 1963 jako sekretarza klubu SPÖ. W 1971 po raz pierwszy został wybrany do Rady Narodowej XIII kadencji. Do izby niższej austriackiego parlamentu uzyskiwał dziewięciokrotnie reelekcję w wyborach w 1975, 1979, 1983, 1986, 1990, 1994, 1995, 1999 i 2002. Od maja 1983 do stycznia 1987 był ministrem nauki i badań naukowych w rządzie Freda Sinowatza. W latach 1987–1990 kierował klubem parlamentarnym socjaldemokratów. W listopadzie 1990 objął stanowisko przewodniczącego Rady Narodowej, zajmował je nieprzerwanie do grudnia 2002, następnie do czerwca 2004 był wiceprzewodniczącym (drugim przewodniczącym) tej izby.
W wyborach prezydenckich z 25 kwietnia 2004, przeprowadzonych w związku z upływem drugiej kadencji Thomasa Klestila, zdobył  52,39% głosów, wygrywając ze wspieraną przez Austriacką Partię Ludową Benitą Ferrero-Waldner. Urząd przejął 8 lipca 2004 od czasowo wykonujących obowiązki prezydenta członków prezydium Rady Narodowej (Thomas Klestil zmarł dwa dni wcześniej). W wyborach prezydenckich z 25 kwietnia 2010 z powodzeniem ubiegał się o reelekcję, otrzymując 79,33% głosów. Drugą kadencję prezydencką zakończył 8 lipca 2016.

## Odznaczenia
- Wielka Złota Odznaka Honorowa z Gwiazdą Odznaki Honorowej za Zasługi dla Republiki Austrii (1979)[4]
- Wielka Złota Odznaka Honorowa na Wstędze Odznaki Honorowej za Zasługi dla Republiki Austrii (1986)[4]
- Wielka Gwiazda Odznaki Honorowej za Zasługi dla Republiki Austrii (ex officio, 2004)[5]
- Wielki Oficer Orderu Zasługi Republiki Włoskiej (Włochy, 1976)[6]
- Krzyż Wielki Orderu Zasługi Republiki Włoskiej (Włochy, 1993)[7]
- Krzyż Wielki Orderu Izabeli Katolickiej (Hiszpania, 1995)[8]
- Krzyż Wielki Orderu Zasługi (Norwegia, 1996)[9]
- Krzyż Komandorski z Gwiazdą Orderu Zasługi Rzeczypospolitej Polskiej (Polska, 1997)[10]
- Order Stara Płanina I klasy (Bułgaria, 1999)[11]
- Order Wolności (Kosowo, 2004)[12]
- Wielka Gwiazda Orderu Zasługi Księstwa Liechtenstein (Liechtenstein, 2004)[13]
- Wielki Łańcuch Orderu Infanta Henryka (Portugalia, 2005)[14]
- Cywilny Krzyż Wielki z Łańcuchem Orderu Zasługi Republiki Węgierskiej (Węgry, 2006)[15]
- Łańcuch Orderu Pro Merito Melitensi (Zakon Maltański, 2006)[16]
- Łańcuch Krzyża Wielkiego Orderu Białej Róży Finlandii (Finlandia, 2006)[17]
- Krzyż Wielki Orderu Świętego Olafa (Norwegia, 2007)[9]
- Krzyż Wielki Udekorowany Wielką Wstęgą Orderu Zasługi Republiki Włoskiej (Włochy, 2007)[18]
- Wielki Łańcuch Orderu Świętego Jakuba od Miecza (Portugalia, 2009)[14]
- Order Lwa Białego I klasy (Czechy, 2009)[19]
- Wielki Krzyż ze Złotym Łańcuchem Orderu Witolda Wielkiego (Litwa, 2009)[20]
- Order za Wybitne Zasługi (Słowenia, 2011)[21]
- Łańcuch Orderu Bernardo O’Higginsa (Chile, 2012)[22]
- Order Flagi Narodowej (Albania, 2014)[23]
- Wielki Łańcuch Orderu Kondora Andów (Boliwia, 2015)[24]